# Uittamo-Skanssi
Uittamo-Skanssi est un district de Turku en Finlande. 

## Quartiers de Uittamo-Skanssi
Le district est composée de 12 quartiers.
- 35.Vasaramäki,
- 36.Luolavuori,
- 37.Puistomäki,
- 38.Pihlajaniemi,
- 39.Peltola,
- 40.Ilpoinen,
- 41.Ispoinen,
- 42.Uittamo,
- 43.Skanssi,
- 44.Koivula,
- 45.Katariina,
- 46.Harittu,

## Galerie

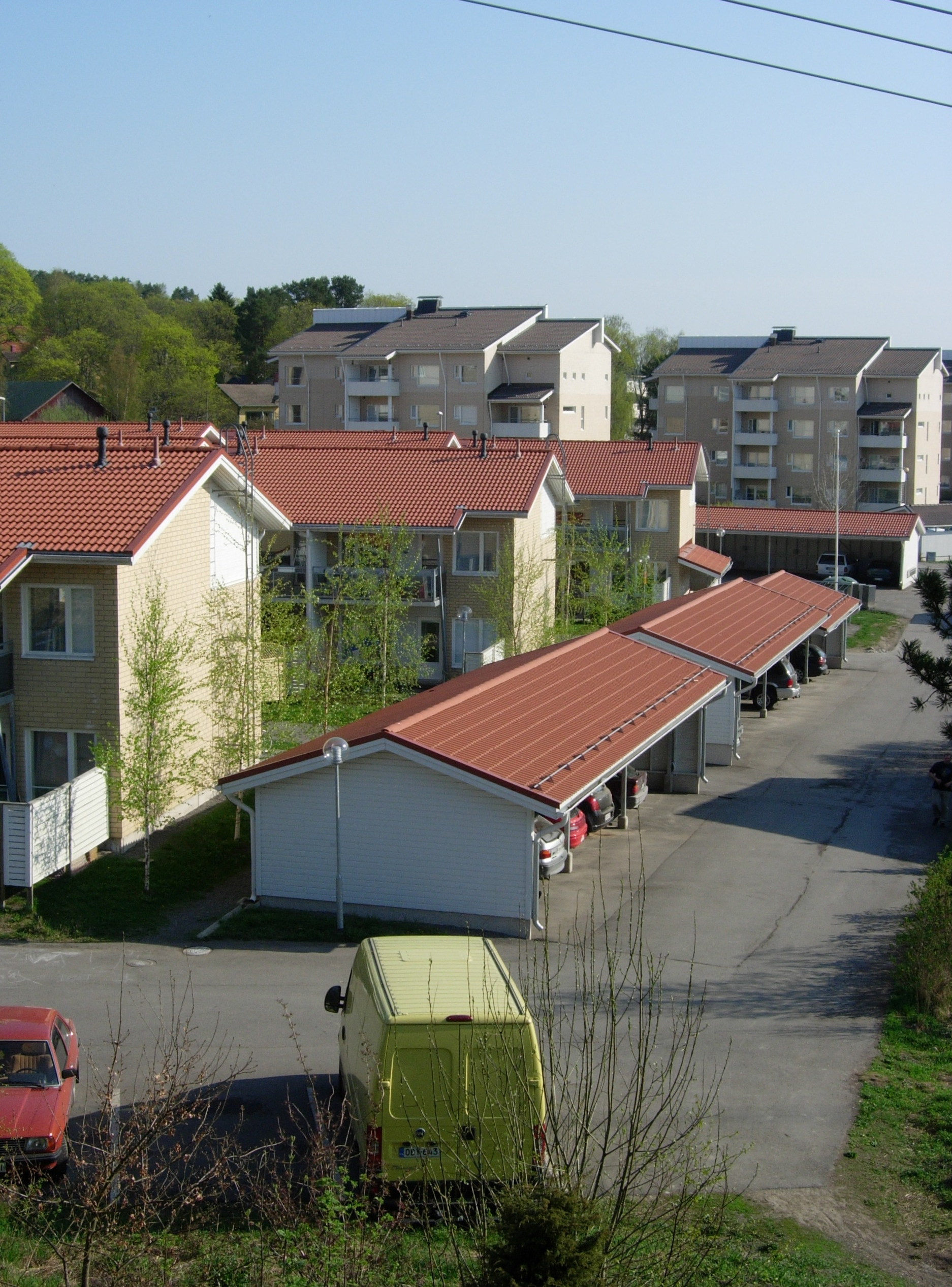
Rue Ansarikatu 2-6.
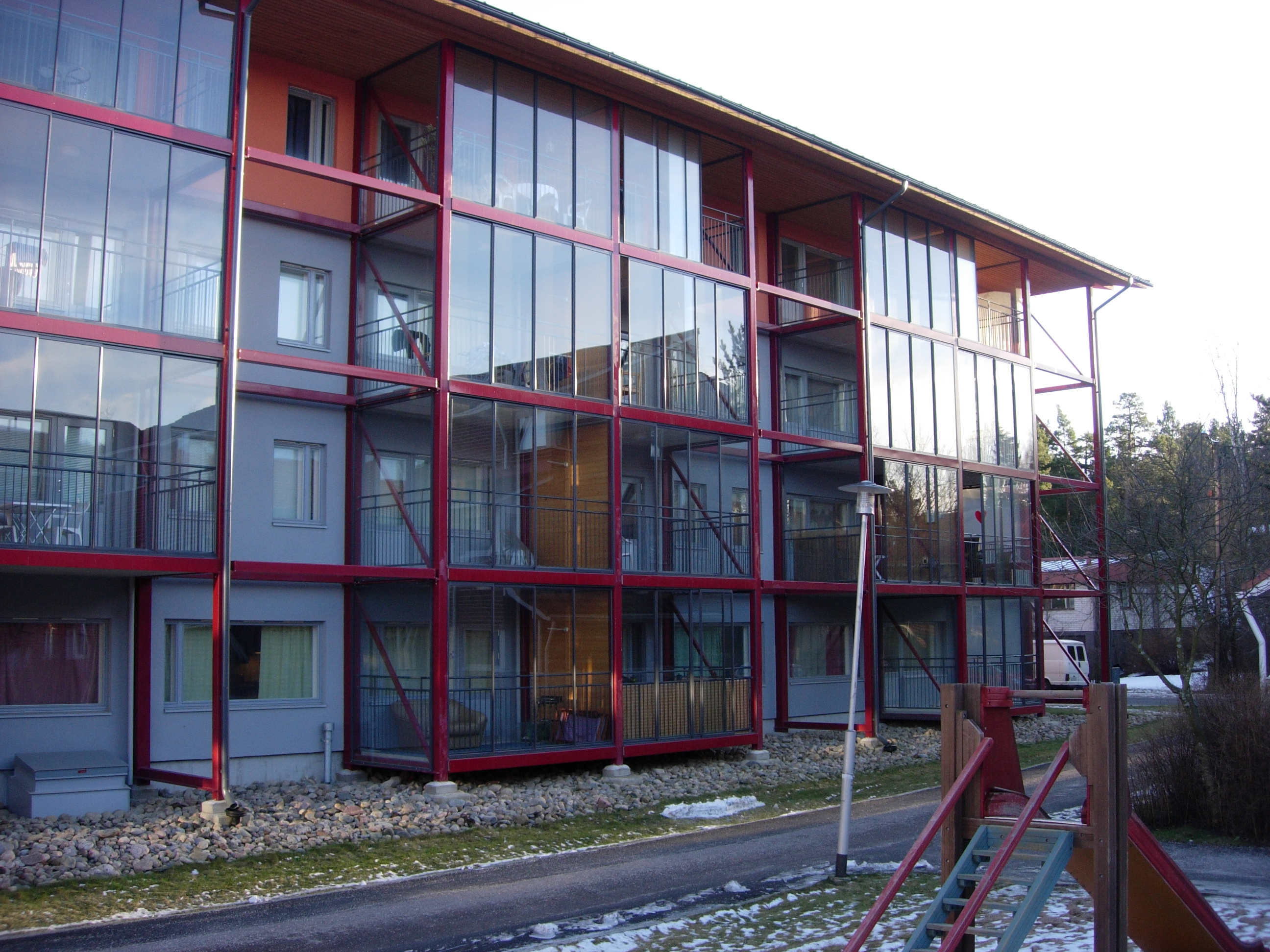
Ispuri I.
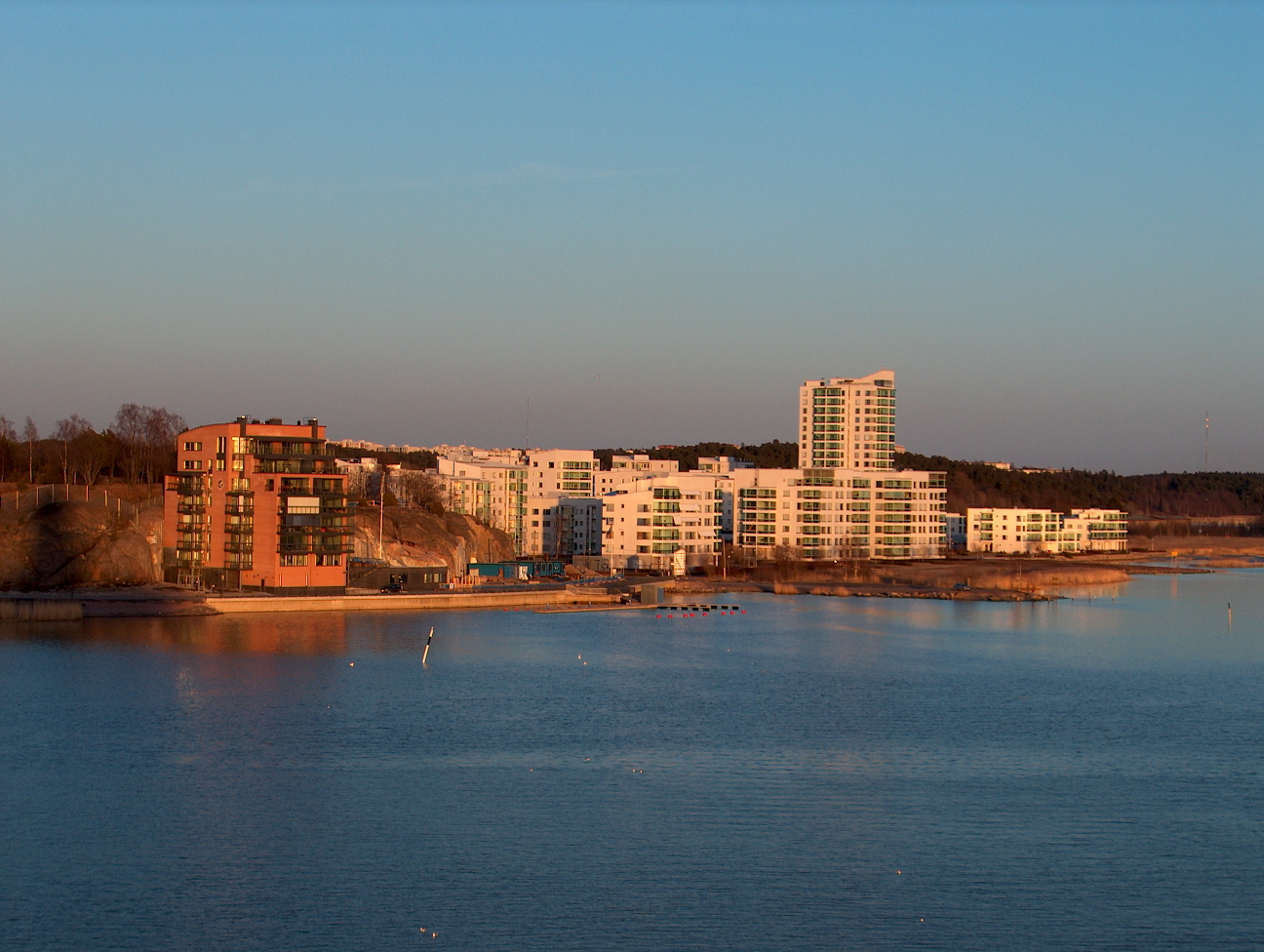
Majakkaranta.